# Дол при Боровници
Дол при Боровници (словен. Dol pri Borovnici) је насељено место у општини Боровница, Средњесловенска регија, Словенија.

## Историја
До територијалне реорганизације у Словенији био је у саставу старе општине Врхника.

## Становништво
У попису становништва из 2021. године, Дол при Боровници је имао 555 становника.
| Број становника према пописима | Број становника према пописима | Број становника према пописима | Број становника према пописима |
| ------------------------------ | ------------------------------ | ------------------------------ | ------------------------------ |
| 1991                           | 2002                           | 2011                           | 2021                           |
| 419                            | 438                            | 496                            | 555                            |

Напомена: До 1953. исказивано под именом Дол.